# 小行星10795
小行星10795（10795 Babben）是一颗绕太阳运转的小行星，为主小行星带小行星。该小行星于1992年3月19日发现。

## 轨道参数
小行星10795的轨道半长轴为480 921 155 km，3.2147136 UA，离心率为0.038。